# آرتساخ ایر
آرتساخ ایر (انگلیسی: Artsakh Air) یک شرکت هواپیمایی است که در تاریخ ۲۰۱۱ میلادی تأسیس شده‌است.
دفتر مرکزی آرتساخ ایر در استپاناکرت واقع شده‌است و قطب این شرکت هواپیمایی در فرودگاه استپاناکرت قرار دارد و به فرودگاه بین‌المللی زوارتنوتس، پرواز مستقیم انجام می‌دهد.